# Phialella xiamenensis
Phialella xiamenensis is een hydroïdpoliep uit de familie Phialellidae. De poliep komt uit het geslacht Phialella. Phialella xiamenensis werd in 2010 voor het eerst wetenschappelijk beschreven door Huang, Xu, Lin & Guo. 